# Steindachnerina notonota
Steindachnerina notonota är en fiskart som först beskrevs av Miranda Ribeiro, 1937.  Steindachnerina notonota ingår i släktet Steindachnerina och familjen Curimatidae. Inga underarter finns listade i Catalogue of Life.